# Đại sứ quán Việt Nam tại Ukraina
Đại sứ quán nước Cộng hòa xã hội chủ nghĩa Việt Nam tại Kyiv là cơ quan đại diện ngoại giao chính thức của Việt Nam tại Ukraina, chịu trách nhiệm phát triển và duy trì quan hệ giữa Việt Nam và Ukraina. 

## Thành lập
Sau khi Ukraina tuyên bố độc lập vào ngày 24 tháng 8 năm 1991, Việt Nam công nhận Ukraina vào ngày 27 tháng 12 năm 1991.
Ngày 23 tháng 1 năm 1992, quan hệ ngoại giao giữa Ukraina và Việt Nam được thiết lập. Đại sứ quán đặt tại số 5 phố Leskova, sau này được chuyển đến tòa nhà ở số 51A phố Tovarna.
Tích cực hợp tác với Hội đồng hương Việt Nam tại Ukraina và Hội hữu nghị “Ukraina - Việt Nam” (Kyiv).

## Nhiệm kỳ
- Trương Tùng (1993–1997)

- Đoàn Đức (1997–2002)

- Vũ Dương Huân (2002–2006)

- Nguyễn Văn Thành (2006–2010)

- Hồ Đắc Minh Nguyệt (2010–2013)

- Nguyễn Minh Trí (2014–2017)

- Nguyễn Anh Tuấn (2017–2020)

- Nguyễn Hồng Thạch (2020–2023)